# Heilig Kreuz (Bad Staffelstein)

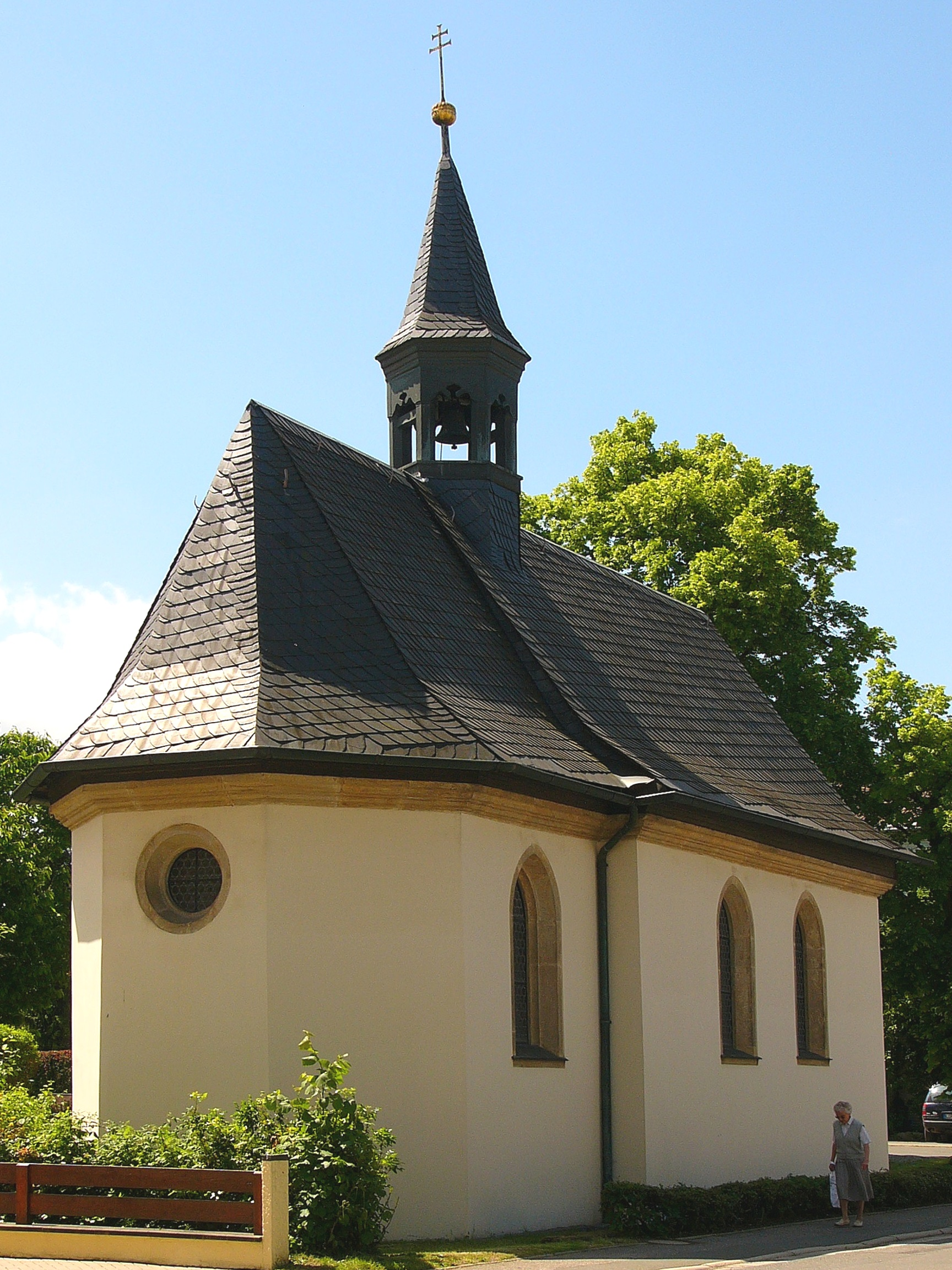
Heilig Kreuz (Bad Staffelstein)

Die römisch-katholische, denkmalgeschützte Kapelle Heilig Kreuz steht in der Bamberger Straße 43 in Bad Staffelstein, einer Stadt im Landkreis Lichtenfels (Oberfranken, Bayern). Das Gotteshaus stammt aus dem 17. Jahrhundert.

## Beschreibung
Die Kapelle wurde 1677/78 außerhalb der Stadt vor dem Bamberger Tor erbaut. Sie besteht aus einem Langhaus aus zwei Jochen und im Osten aus einem eingezogenen Chor aus einem Joch, der dreiseitig geschlossen ist, und dessen Innenraum mit einem Kreuzgewölbe überspannt ist. Aus dem Satteldach des Langhauses erhebt sich ein sechseckiger, offener, mit einem Knickhelm bedeckter Dachreiter, der die Kirchenglocke beherbergt. Bei der Renovierung 1956 wurde die Kapelle ihrer barocken Kirchenausstattung beraubt. Sie wurde lediglich durch eine Kreuzigungsgruppe ersetzt.